# Maurice Besset
Maurice Besset (* 1921; † 8. Dezember 2008) war ein französischer Kunsthistoriker, der sich mit zeitgenössischer Kunst und Architektur befasste.

## Leben und Wirken
Besset studierte an der École normale superieure, war ab 1947 am Institut français in Innsbruck, ab 1958 am Maison de France in Berlin und 1969 bis 1975 am Museum von Grenoble. 1969 wurde er Konservator am Musée d’art moderne de la Ville de Paris. Er lehrte an den Universitäten von Besançon und Grenoble. Schließlich wurde er Professor an der Universität Genf und Direktor des Institut national d’histoire de l’art.
Er organisierte Ausstellungen zu Max Bill (1969) und Roman Cieslewicz in Grenoble. In Paris organisierte er multidisziplinäre Ausstellungen, die Fotografie, Theater, Film, Architektur, Malerei und Skulptur verbanden. 1988 organisierte er die Ausstellung La couleur seule am Museum Saint-Pierre in Lyon um das Thema monochromatische Bilder.

## Schriften
- 20. Jahrhundert. Belser Stilgeschichte. 1971.
- mit Serge Lemoine, Helmut Heissenbüttel: Gottfried Honegger: Tableaux-Reliefs/Skulpturen, 1970–1983. Buchs-Waser, Zürich 1983.
- Qui était Le Corbusier? Skira, Genf 1968; Skira/Rizzoli 1987
- Alexander Calder.  Ausstellungskatalog. Kunsthaus Zürich, Haus der Kunst/München, 1975
- New French Architecture. Praeger, 1967.
  - Deutsche Ausgabe: Neue französische Architektur. Niggli, Teufen 1967.